# Marque du bridge
La marque du bridge décrit la façon dont s'établit le décompte des points au bridge. 
La comptabilité est relativement complexe et a évolué au fil du temps.
Pour noter le résultat d'une donne de bridge, on procède en 2 étapes :
- D'abord on attribue une marque en points : par exemple, un contrat de 3♠ réussi avec une surlevée obtient une marque de 170 points. La méthode de calcul de la marque est détaillée dans cette page.
- Ensuite, cette marque est transformée en un autre type de points selon un traitement qui dépend du type de compétition ou de partie libre :

- En duplicate, on obtient des IMPs par application d'une table de transformation ; voir : duplicate.
- En tournoi par paires, un calcul de pourcentage est opéré ; voir : calcul du pourcentage
- En partie libre payante ou amicale, l'ancien système du robre est souvent appliqué ; voir : historique.

## Historique
Dans sa forme traditionnelle « Robre » (Rubber en anglais) aussi parfois appelée « bridge en partie libre », la marque comprend une partie « sous la ligne » correspondant aux levées annoncées et réalisées et une partie au-dessus de la ligne comprenant toutes les primes et pénalités. Dès qu'une équipe a 100 points sous la ligne, elle remporte une manche et devient vulnérable. À ce moment, les points sous la ligne sont transférés au-dessus de la ligne et on commence la manche suivante. La partie se termine lorsqu'une équipe a gagné deux manches. Cette équipe reçoit alors une prime selon que la partie se soit jouée en deux ou trois manches. C'est cette manière de compter (aujourd'hui plutôt désuète) qui figure généralement sur la carte de marque de bridge qui est incluse parfois dans les paquets de jeu de 52 cartes.
Les formes modernes de bridge suivent l'esprit général de la marque en robre mais comptent chaque donne de manière séparée, remplaçant l'intérêt que l'on a en robre d'avancer vers la manche (en marquant des points sous la ligne) par une 'petite prime de partielle'
Les principes de base ont été conservés :
- les points ne sont attribués qu'à un seul camp.
- les points de manche dépendent exclusivement du contrat demandé et réussi ;
- la valeur des contrats (points de manche, primes et pénalités) est augmentée en cas de Contre ou de Surcontre.
- la plupart des valeurs de levées, de primes et de pénalités sont restées inchangées.

Le Rubber Bridge se joue souvent dans les clubs anglais. C'est ainsi qu'ils jouaient avant la guerre (laquelle?). On y joue 100 points le penny en général.
On peut y perdre 35 pence parfois (50 centimes d'euro) ! (vague)

## Vulnérabilité
La vulnérabilité est une notion héritée du « bridge en partie libre » qui a pour effet de rendre plus coûteuses les levées de chute, mais aussi les primes de réussite de certains contrats.
En partie libre :
- le camp ayant gagné une manche est dit vulnérable ;
- le camp n'ayant pas encore gagné de manche est dit non vulnérable.

En bridge contrat (forme moderne du bridge), la vulnérabilité de chaque camp change de donne en donne en fonction du numéro de la donne. Elle figure explicitement sur les étuis utilisés en compétition pour transférer les donnes de table en table. La vulnérabilité a pour effet de diversifier les situations d'opposition et apporte un supplément d'intérêt au jeu.  
On fait généralement se succéder les donnes où :
- personne n'est vulnérable : tout le monde est vert ;
- un seul camp est vulnérable : vert contre rouge, puis rouge contre vert ;
- les deux camps sont vulnérables : tout le monde est rouge.

## Points de manche
Ces points ne sont attribués que pour les levées effectivement demandées dans le contrat. Les surlevées font l'objet d'un compte séparé.
Si le déclarant réussit son contrat, on compte le nombre de levées réalisées (au-delà de la sixième) et on le multiplie par un facteur dépendant de la couleur du contrat :
- 20 pour les mineures (♦ et ♣),
- 30 pour les majeures (♠ et ♥).
- 40 pour la première levée à sans-atout ; 30 points pour chacune des suivantes.

Ces points sont multipliés par 2 pour les contrats contrés et par 4 pour les contrats surcontrés.
La manche est atteinte lorsque l'on totalise 100 points de manche pour la donne. Voici quelques exemples :
- Contrat demandé de 3♥ réussi avec 1 surlevée : il rapporte 3 x 30 = 90 points de manche, inférieur à 100, donc pas de manche (la surlevée est comptabilisée séparément)
- Contrat demandé de 4♠ réussi : il rapporte 4 x 30 = 120 points de manche, il y a donc manche
- Contrat demandé de 3SA réussi : il rapporte 40 + 2 x 30 = 100 points de manche, il y a donc manche
- Contrat demandé de 2♠ contré réussi : il rapporte 2 x 2 x 30 = 120 points de manche, il y a donc manche.

## Primes

### Prime de surlevée
Les levées de mieux (les levées réalisées, mais non demandées) s'ajoutent simplement au contrat demandé, et ne comptent que comme prime. En cas de contre ou de surcontre, leur valeur est modifiée : voir le tableau ci-dessous.

### Prime de partielle
Si le contrat demandé est inférieur à la manche (< 100 points), il s'y ajoute une prime de 50 points, dite prime de partielle.
Exemples :
- 2 ♠  rapporte (2 x 30) + 50 = 110 points.
- 3 ♥ rapporte (3 x 30) + 50 = 140 points.
- 2 SA rapporte (40 + 30) + 50 = 120 points.
- 2 SA demandé, mais 9 levées réalisées (1 de plus) rapporte : 40 + 30 (valeur des levées demandées) + 50 (prime de partielle) + 30 (surlevée) = 150 points.

### Prime de manche
Dès que la valeur des levées du contrat atteint ou dépasse 100 points, le contrat est une manche. La prime de manche est de 300 points, si le camp est non-vulnérable, ou de 500 points s'il est vulnérable. Cette prime remplace la prime de partielle ; ces deux primes ne sont pas cumulables.
Limite inférieure du contrat pour l'attribution de la prime de manche pour un contrat non contré : 
- à sans-atout  : 3 SA ;
- dans les majeures : 4 ♠, 4 ♥ ;
- dans les mineures : 5 ♦, 5 ♣.

Exemples :
- 5 ♣, vulnérable rapporte (5 * 20) + 500 = 600 points.
- 4 ♥, non vulnérable rapporte (4 * 30) + 300 = 420 points.
- 3 SA, non vulnérable rapporte (40 + (2 * 30)) + 300 = 400 points.

### Prime de chelem
Le petit chelem est un contrat au palier de six : le déclarant s'engage à faire 12 levées (toutes les levées sauf une). Le Grand Chelem est au palier de sept : il faut faire toutes les 13 levées. Comme pour la manche, la prime de chelem dépend de la vulnérabilité et n'est pas affectée par d'éventuels contre ou surcontre. La prime de chelem s'ajoute à la prime de manche :
- Petit chelem
  - non vulnérable : 500 points ;
  - vulnérable : 750 points.
- Grand chelem
  - non vulnérable : 1000 points ;
  - vulnérable : 1500 points.

Exemples :
- 6 ♥, vulnérable fait + 1:  (6 * 30)+ 30 + 500 + 750 = 1460 points.
- 6 ♣ contré, non vulnérable juste fait: (6 * 40) + 300 + 500 + 50 = 1090
- 7 SA, non vulnérable : (40 + (6 * 30)) + 300 + 1000 = 1520 points.

## Contre et surcontre
Lorsque le contrat est contré, la valeur des levées en est affectée.
- Si le contrat réussit, la valeur des levées demandées double
  - Exemple : pour un contrat de 2♥ contré et réussi, la valeur totale des levées est égale à 2x2x30=120 points. Elle donne donc droit à une prime de manche.
- Réussir un contrat contré donne droit à une prime supplémentaire de 50 points.
- Chaque surlevée à un contrat contré rapporte 100 points si le camp est non vulnérable et 200 points si le camp est vulnérable.
- Les primes de partielle, manche et chelem sont inchangées.
- La valeur des levées de chute augmente comme indiqué plus bas.

Exemples : 
- 3♣ contré non-vulnérable fait +1 rapporte : (3 * 20 * 2) + 300 + 50 + 1 * 100 = 570 points
- 1♥ contré vulnérable fait +2 rapporte : (1 * 30 * 2) + 50 + 50 + 2 * 200 = 560 points

Le surcontre double la valeur de toutes les levées, réussies ou chutées, et de la prime de contrat doublé, mais pas les primes de partielle, de manche et de chelem.
Exemple :
- 2♣ surcontré vulnérable fait +1 rapporte: (2 * 20 * 4) + 500 + 100 + 1 * 400 = 1160 points

### Levées de chute et surlevées
Un contrat chute quand le déclarant ne fait pas le nombre de levées annoncé.
En cas de chute, les points de pénalités sont comptabilisés (positivement) pour la défense, le camp qui a fait échouer le contrat. Les pénalités dépendent uniquement du nombre de levées manquantes, de la vulnérabilité du déclarant et du fait que le contrat ait été contré, surcontré ou non.
- pour un contrat non contré, on compte 50 points par levée de chute non vulnérable, et 100 points par levée de chute vulnérable.
- en cas de contre ou de surcontre, la formule de calcul est établie de sorte que  n levées de chute vulnérable coûtent autant que n+1 levées de chute non vulnérable (sauf pour n=1).
  - par exemple, 4 levées de chutes contrées non vulnérables coûtent (100+200+200+300) = 800 points, autant que 3 levées de chutes vulnérable (200+300+300).

Le tableau ci-dessous résume les valeurs des levées de chute et surlevées dans toutes les situations.
| Levées de chute / Surlevées                  | Non vulnérable | Non vulnérable | Non vulnérable | vulnérable | vulnérable | vulnérable |
| Levées de chute / Surlevées                  | non contré     | Contre         | Surcontre      | non contré | Contre     | Surcontre  |
| -------------------------------------------- | -------------- | -------------- | -------------- | ---------- | ---------- | ---------- |
| 1 levée de chute                             | 50             | 100            | 200            | 100        | 200        | 400        |
| 2 levées de chute                            | 100            | 300            | 600            | 200        | 500        | 1000       |
| 3 levées de chute                            | 150            | 500            | 1000           | 300        | 800        | 1600       |
| Chaque chute supplémentaire au-delà de la 3e | 50             | 300            | 600            | 100        | 300        | 600        |
| Surlevées                                    | 20 ou 30       | 100            | 200            | 20 ou 30   | 200        | 400        |

## Conséquences du système de marque sur le choix des contrats
Le système de marque du bridge favorise les contrats de manches par rapport aux contrats inférieurs, et favorise les contrats dans les majeures par rapport aux contrats dans les mineures. Ainsi, dans les tournois internationaux joués en duplicate et notés en IMP, on observe la distribution statistique de contrats suivante:
| Niveau de contrat | Pourcentage des contrats |
| ----------------- | ------------------------ |
| Partielles        | 36,3 %                   |
| Manches           | 56,3 %                   |
| Petits chelems    | 6,5%                     |
| Grands chelems    | 0,9%                     |

Ainsi, les manches (3SA, 4♥, 4♠, 5♣, 5♦) tendent à être préférées par les experts aux dépens des contrats plus bas (partiels), parce qu'ils donnent une bien meilleure marque.
On peut examiner chaque niveau de contrat dans le détail:
| Niveau de contrat | Mineure | Majeure | Sans Atout |
| ----------------- | ------- | ------- | ---------- |
| Partielles        | 28,9 %  | 49,9 %  | 21,2 %     |
| Manches           | 9,1 %   | 55,1 %  | 35,8 %     |
| Petits chelems    | 38 %    | 52,3 %  | 9,7%       |
| Grands chelems    | 36,2 %  | 51,3 %  | 12,4 %     |
| Total             | 18,4 %  | 53 %    | 28,6 %     |

Les pourcentages sont donnés par rapport au total de chaque niveau.

Ainsi, on voit que dans toutes les catégories de contrats, les contrats à la majeure (♥, ♠) sont dominants. Dans les manches, les contrats à la mineure sont rares car ils supposent de déclarer au niveau de 5♣ ou 5♦. Les contrats à Sans Atout n'apparaissent de façon significative qu'au niveau des manches, où ils tendent à être déclarés systématiquement en l'absence de fit mineur. Dans les chelems les contrats de mineures font une réapparition timide.